# 打楽器協奏曲
打楽器協奏曲（だがっききょうそうきょく）は、打楽器を独奏楽器とする協奏曲。通常は複数の打楽器を用いる曲を指し、単独の楽器を使用する場合はその楽器によりティンパニ協奏曲、マリンバ協奏曲のように呼ばれる。

## 主な作曲家と作品
- ダリウス・ミヨー - 打楽器と小管弦楽のための協奏曲 作品109、マリンバ、ヴァイブラフォーンと管弦楽のための協奏曲 作品278
- アンドレ・ジョリヴェ
- ヘンリー・カウエル
- ジョナサン・ハーヴェイ
- マシュー・ヒンドソン
- ジョセフ・シュワントナー
- ジェイムズ・マクミラン - 「久しく待ちにし」
- マーク＝アンソニー・タネジ - 2人の打楽器奏者と管弦楽のための二重協奏曲「折られた線」
- マイケル・トーキー - 「ラプチャー（歓喜）」
- ウェンデル・ユポンス - 「村中みんなで」
- マーガレット・ブラウアー - 「オーロルーセント・サークルズ」
- ディールドレ・グリビン - 「ゴリアテ」
- ソフィア・グバイドゥーリナ - 「グローリアス・パーカッション」
- ジョフリー・バーゴン - 「街の出来事」
- クリストファー・ラウス - 「救われたアルベリヒ」
- アヴネル・ドルマン - 「フローズン・イン・タイム」
- 陳怡　- 打擊楽協奏曲
- マイケル・ドアティ - 打楽器協奏曲「UFO（英語版）」
- 細川俊夫 - 打楽器協奏曲「旅人」
- 黛敏郎 - 打楽器とウィンド・オーケストラのための協奏曲

### ティンパニ協奏曲
- ゲオルク・ドルシェツキー - 6つのティンパニと管弦楽のための協奏曲
- ゴードン・ジェイコブ - ティンパニと吹奏楽のための協奏曲
- マウリシオ・カーゲル
- 池野成 - ティンパナータ
- 三善晃 - ティンパニ協奏曲「WEST WIND」
- 西村朗 - 5人の打楽器奏者とティンパニ独奏のための「ティンパニ協奏曲」
- 天野正道
- ウィリアム・クラフト
- クルト・シュヴェルトシク
- マイケル・ドアティ - レイズ・ザ・ルーフ（オランダ語版）
- ネイ・ロサウロ
- フィリップ・グラス - 2つのティンパニとオーケストラのための幻想的協奏曲
- ヴェルナー・テーリヒェン（ドイツ語版）：ティンパニ協奏曲

### マリンバ協奏曲
- エリッキ＝スヴェン・トゥール - マリンバ協奏曲「情熱」
- ポール・クレストン - マリンバ小協奏曲 Op.21
- エマニュエル・セジュルネ - マリンバと弦楽オーケストラのための協奏曲、マリンバと吹奏楽のための協奏曲第2番、2つのマリンバと弦楽オーケストラのための二重協奏曲
- ネイ・ロサウロ
- アルフレッド・リード - マリンバ小協奏曲
- デイヴィッド・マスランカ - マリンバと吹奏楽のための協奏曲、マリンバと吹奏楽のための協奏曲「アルカディア」
- 安倍圭子 - プリズム・ラプソディ
- 早川正昭
- 三木稔
- 伊福部昭 - オーケストラとマリンバのためのラウダ・コンチェルタータ
- 武満徹 - ジティマルヤ
- 水野修孝
- 吉松隆 - マリンバ協奏曲「バード・リズミクス」Op.109
- 一柳慧
- 川辺真 - マリンバ協奏曲「神秘の森のアリア」
- 松平頼暁 - マリンバとオーケストラのための「オシレーション」
- 加藤大輝 - マリンバ小協奏曲「雨の印象による」
- 真島俊夫 - マリンバとバンドのための協奏曲「大樹の歌」、マリンバとバンドのための協奏曲「睡蓮の花」
- 菅野由弘 - 独奏マリンバ、ティンパニと打楽器群のための二重協奏曲「ミュージアム・グッズ」

### シロフォン協奏曲
紙恭輔と黛敏郎の協奏曲は、木琴奏者の平岡養一の委嘱によって書かれた。伊福部昭のマリンバ協奏曲「ラウダ・コンチェルタータ」も平岡の委嘱により木琴協奏曲として構想されたが、後にマリンバ協奏曲に改作された経緯を持つ。
- 紙恭輔 - 木琴と管絃楽のための協奏曲 (1944)
- 黛敏郎 - 木琴小協奏曲 (1965)

### 和太鼓協奏曲
- 石井真木 - 日本太鼓群とオーケストラのための「モノプリズム」
- 三枝成彰 - 太鼓協奏曲「太鼓について」